# Cratere Bok (Marte)
Bok  è un cratere sulla superficie di Marte.
Il cratere è dedicato all'omonima città della Nuova Guinea.